# アントニオ・プリエート
フアン・アントニオ・エスピノサ・プリエート（Juan Antonio Espinoza Prieto 、1926年5月26日 - 2011年7月14日）はチリの俳優であり、主にアルゼンチンで活動した。また『荒野の用心棒』でのドン・ミゲル・ロホ役でも知られる。
彼は人気歌手でもあり、1961年に発表した“ラ・ノビア”が世界的ヒットとなる。日本でもペギー葉山がNHK紅白歌合戦で日本語版を歌った。その他にも、プリエートはイタリアの人気歌手ドメニコ・モドゥーニョの歌のスペイン語版を歌った。